# Stenellipsis parallela
Stenellipsis parallela es una especie de escarabajo longicornio del género Stenellipsis, tribu Acanthocinini, subfamilia Lamiinae. Fue descrita científicamente por Breuning en 1940.

## Descripción
Mide 5,5 milímetros de longitud.

## Distribución
Se distribuye por Nueva Zelanda.